# مغرادزور
مغرادزور (به ارمنی: Մեղրաձոր) یک روستا در ارمنستان است که در استان کوتایک واقع شده‌است. مغرادزور در کیلومتری شمال  هرازدان، مرکز استان کوتایک واقع شده‌است.

## خصوصیات
مغرادزور ۶٫۲۱ کیلومترمربع مساحت و ۲٬۸۸۴ نفر جمعیت دارد و ۱٬۸۲۰ متر بالاتر از سطح دریا واقع شده‌است.

## نگارخانه

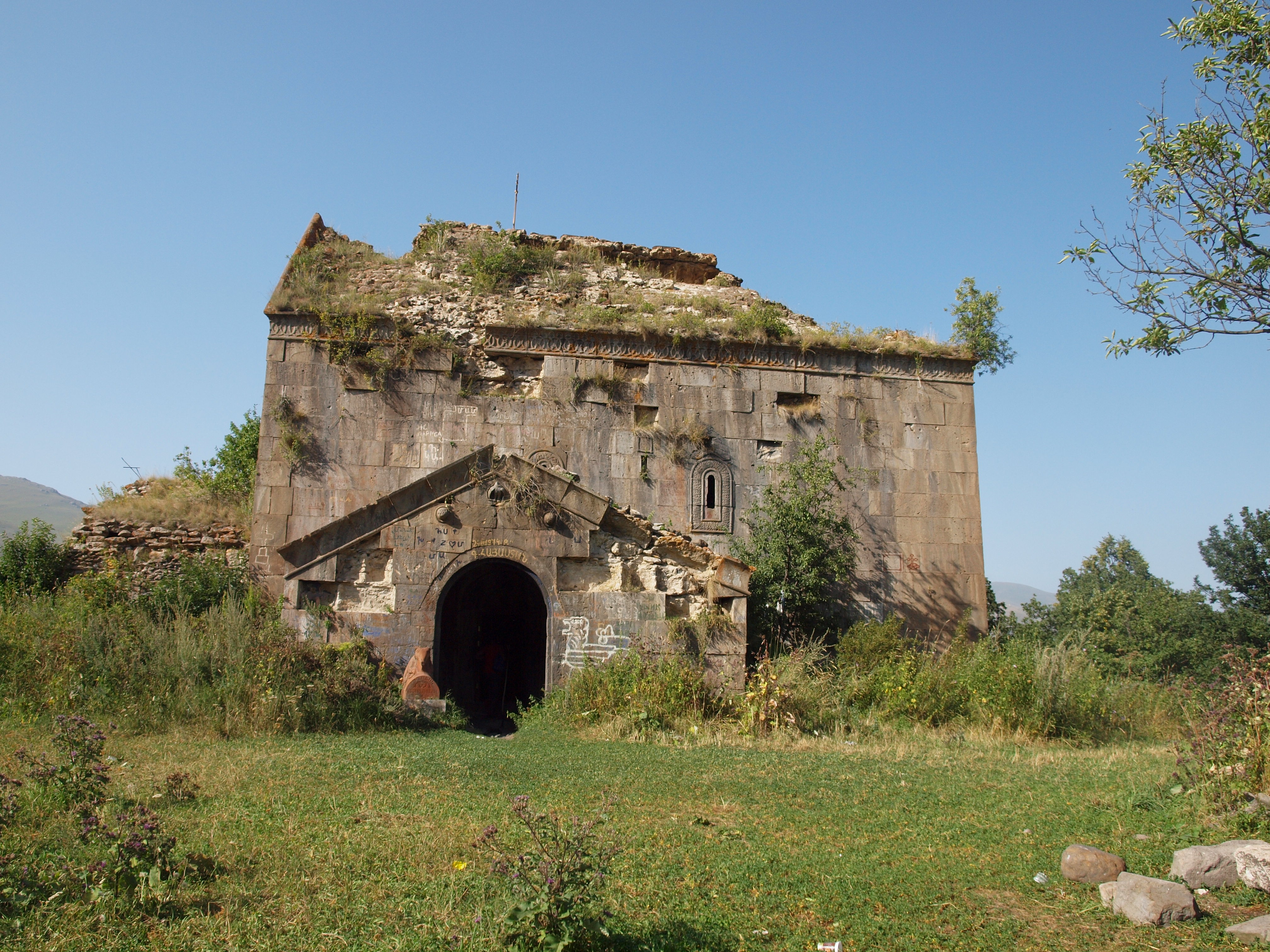
Թեժառույքի վանքը